# Balaenoptera acutorostrata
Pour l’article homonyme, voir Baleine de Minke.
Espèce
Statut de conservation UICN

 LC  : Préoccupation mineure
Statut CITES
La baleine de Minke (Balaenoptera acutorostrata) ou petit rorqual de l’Atlantique Nord est une espèce de baleines étroitement apparentée à Balaenoptera bonaerensis, ou petit rorqual austral.
Cette baleine fait partie du sous-ordre des mysticètes (Mysticeti), ou cétacés à fanons.

## Description

### Taille
Le petit rorqual mesure en moyenne de 6 à 9 m, ne dépassant pas 10 m. Son poids se situe généralement entre 5 et 8 tonnes.

### Couleur
Le dos est généralement gris foncé, et les flancs portent une bande gris clair s’éclaircissant sur la face ventrale. Sur chacune des nageoires pectorales, on peut voir une marque blanche. C’est une des caractéristiques qui permettent de distinguer la population du Nord de celle du Sud (Balaenoptera bonaerensis), chez qui cette marque n’est pas toujours présente,.

### Forme

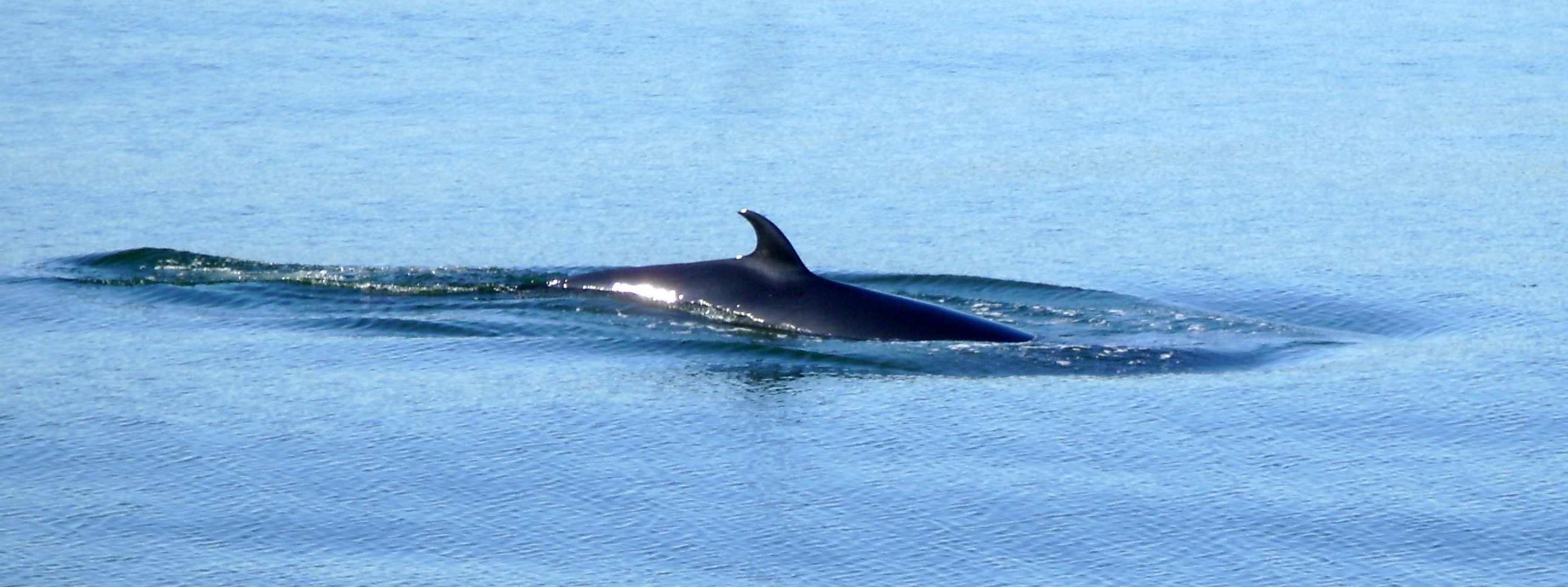
Petit rorqual observé au large de Tadoussac. On voit bien la nageoire dorsale en forme de crochet.

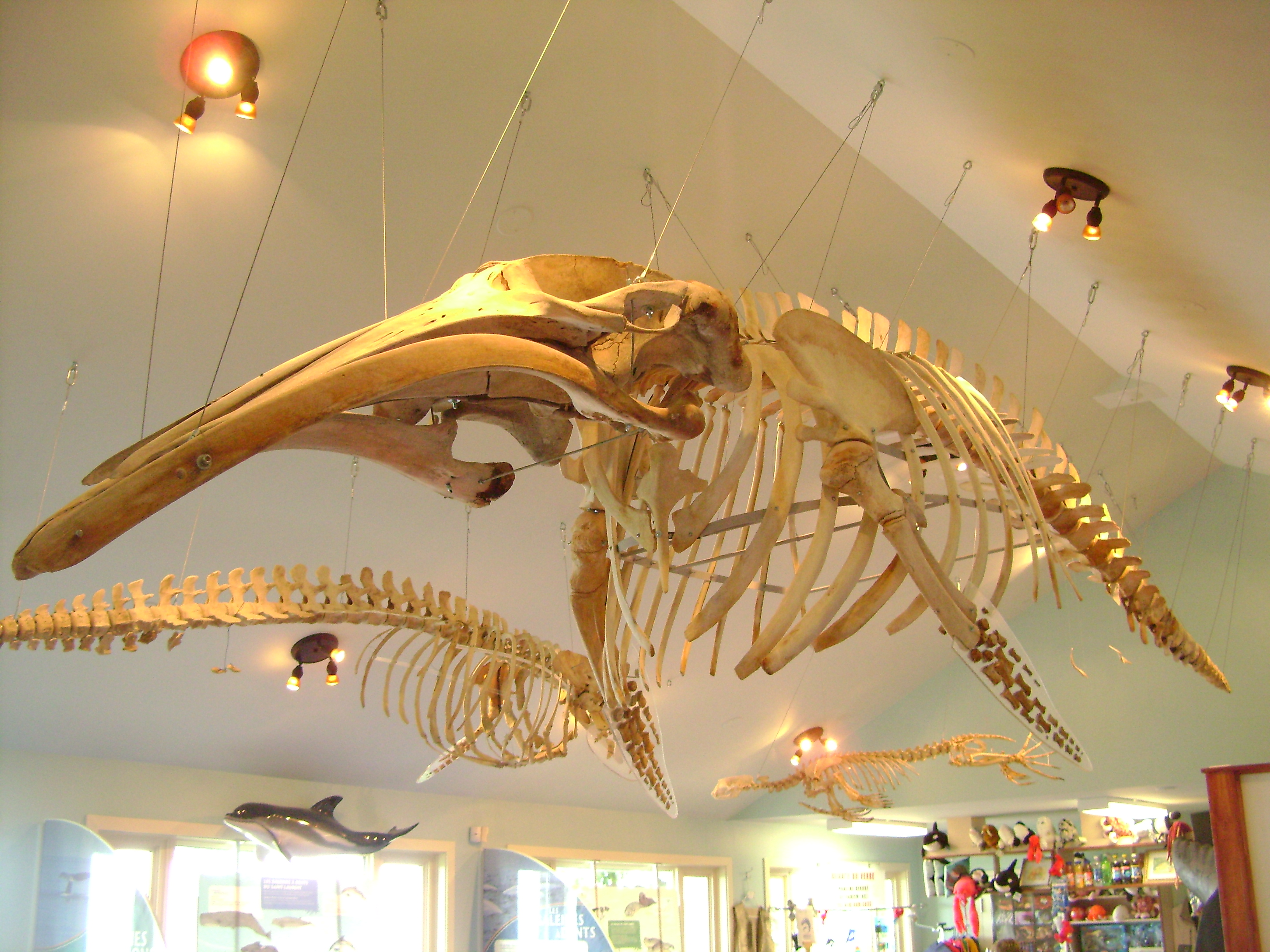
Squelette de Balaenoptera acutorostrata, Station exploratoire du Saint-Laurent, Rivière-du-Loup

La tête est petite et plutôt pointue, précédant un corps fusiforme et élancé. Sous la gorge, on trouve de 50 à 70 sillons gulaires (plis ventraux) partant du menton et s’étendant jusqu’à l’ombilic. Sa nageoire dorsale présente une forme de crochet assez prononcée.

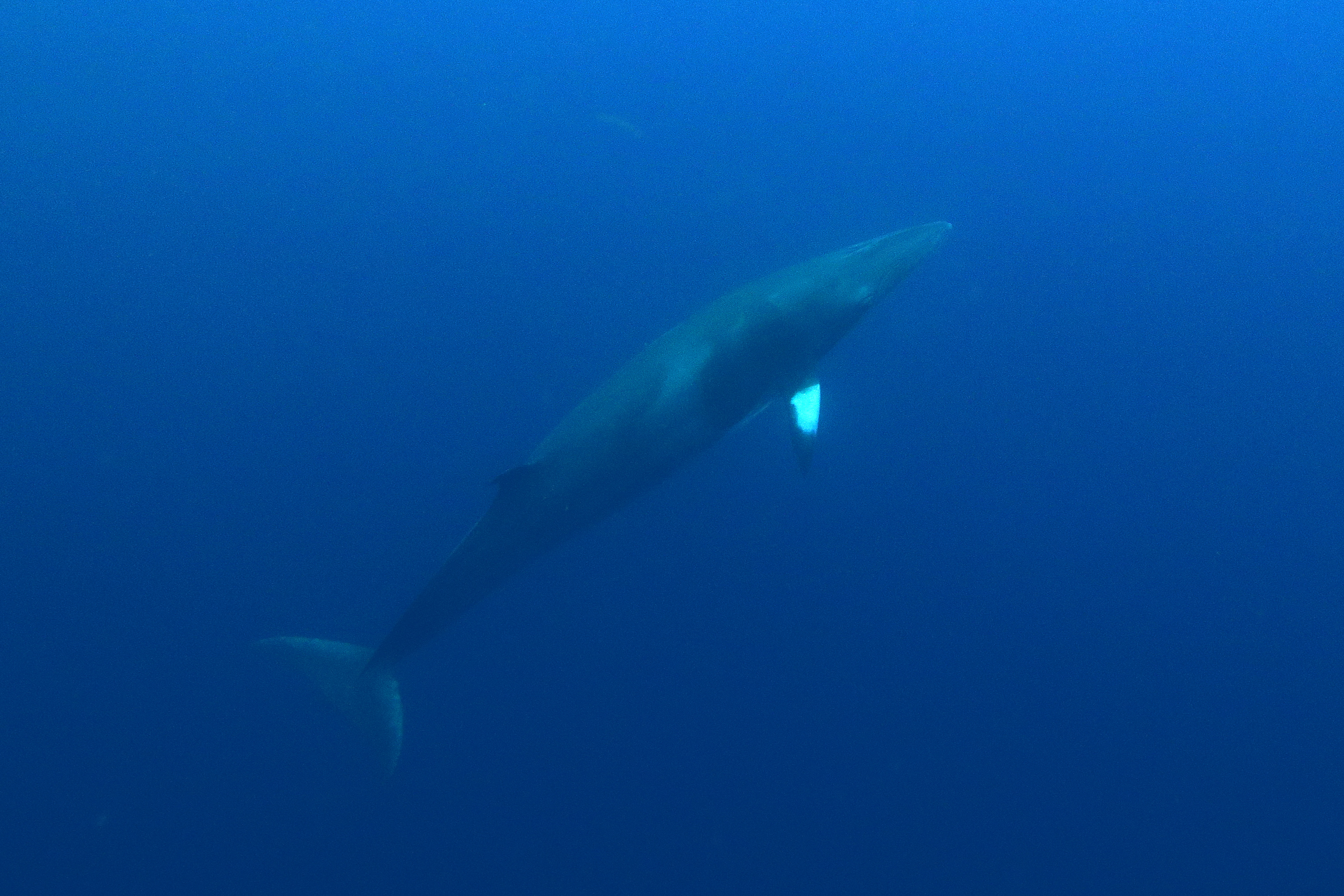
Individu en pleine eau venu tourner autour d'une palanquée de plongeurs, Faial

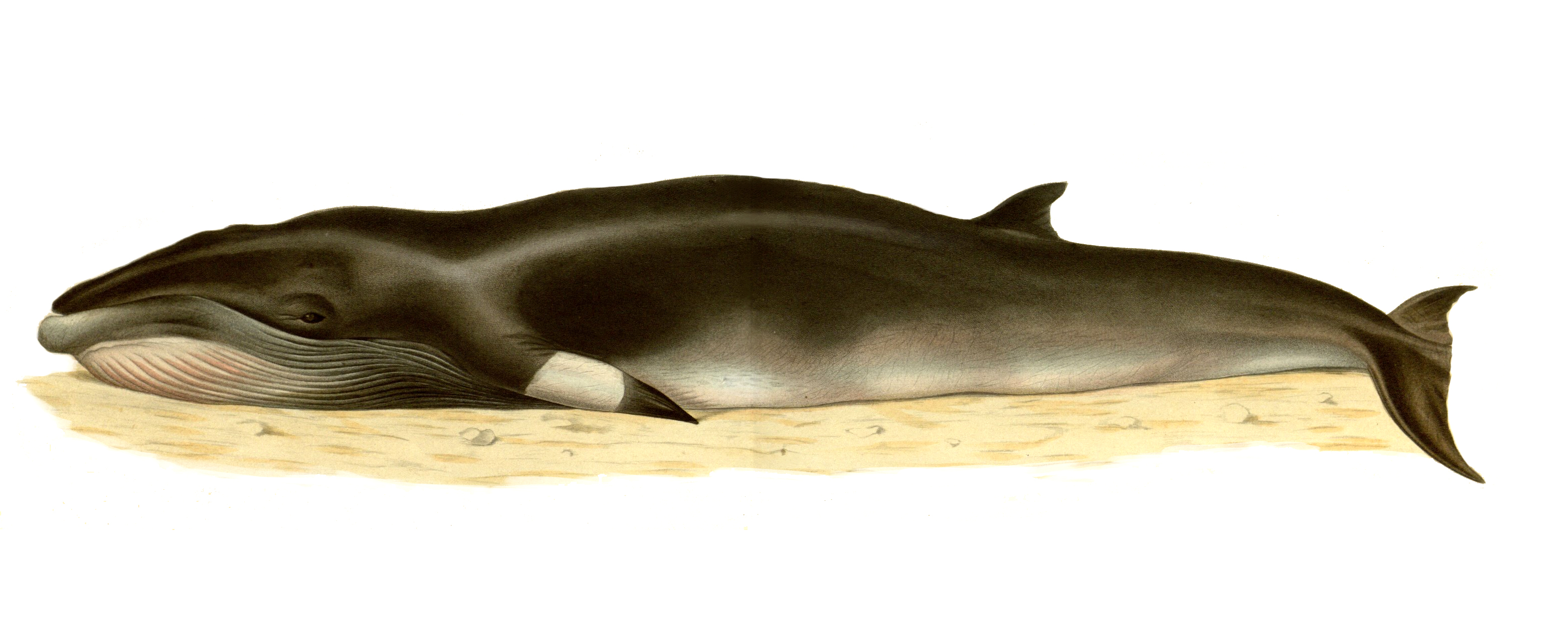
Lithographie d'un rorqual à
museau pointu par Bocourt.

### Fanons
Dans la bouche, le nombre de paires de fanons se situe entre 270 et 348. C’est là une autre différence entre Balaenoptera acutorostrata et Balaenoptera bonaerensis, ce dernier possédant généralement moins de fanons.

### Longévité
La longévité moyenne se situe entre 30 et 40 ans. Certains auteurs la placent à près de 50 ans.

## Comportement

### Séquence respiratoire
Avant de se rendre en profondeur, le petit rorqual de l’Atlantique Nord effectue généralement de 5 à 8 respirations, séparées d’une trentaine de secondes,. Par la suite, il plonge en arquant le dos, sans montrer la queue. Il peut demeurer sous l’eau de 3 à 10 minutes, au maximum 20.

### Alimentation
Le régime alimentaire du petit rorqual de l’Atlantique Nord se compose surtout de krill et de petits poissons tels le capelan. Ce dernier constituerait, selon une étude faite en 1963 sur des animaux pris au large de Terre-neuve, la plus grande partie de ce régime. Ce cétacé ne se nourrirait d’autres petits poissons que lorsque le capelan vient à manquer. Parmi ceux-ci, on trouve le hareng, le lançon et la morue, notamment.
Lorsqu’il se nourrit, Balaenoptera acutorostrata a recours à diverses techniques pour agglomérer ses proies,,. Comme d’autres cétacés, il peut décrire des cercles concentriques autour d’un banc de poisson ou de krill pour ensuite surgir par-dessous pour l’engouffrer, montrant sa gorge rose et dilatée. En plus de ces mouvements, il est capable de se servir des courants marins, des rochers et même de la coque des bateaux pour regrouper ses proies.

### Reproduction
Le petit rorqual de l’Atlantique Nord est sexuellement mature vers l’âge de 7 ans chez la femelle et 6 ans chez le mâle. L’accouplement a lieu entre les mois d’octobre et mars. La gestation durant entre 10 et 11 mois, la mise bas a lieu entre les mois de novembre et mars.

### Émission sonore
Cette espèce de cétacé peut émettre des sons semblables à des grognements et cliquetis de fréquences et de durées très variables. On a enregistré, au large de Terre-Neuve, des sons de fréquence aussi basse que 80 Hz et d’autres dépassant les 20 kHz,.

## Population
En 1930, on dénombre environ 300 000 individus et de 150 000 à 200 000 en 1975.
La population de petits rorquals de l’Atlantique Nord a été évaluée en 1991 par la Commission baleinière internationale à environ 54 900 individus (entre 37 000 et 84 200).

## Distribution
On retrouve ce cétacé à l’est entre la Méditerranée occidentale et centrale et la limite des glaces de l’Arctique. À l’ouest, on peut le voir entre les Petites Antilles et le Golfe du Mexique oriental. Du printemps (mars) à l’automne (décembre), ce cétacé est l’espèce de balénoptères la plus commune dans les eaux du Saint-Laurent. On l’observe également au nord jusque vis-à-vis la limite ouest de la baie d'Ungava.

## Prédateurs
L'épaulard (Orcinus orca) constitue un danger pour le petit rorqual de l'Atlantique.

## Chasse
Balaenoptera acutorostrata est une espèce de cétacés encore chassée de nos jours par certains pays tels la Norvège, le Japon et le Groenland. On exploite sa viande.

## Sources et références
1. 1 2 3 4 5  P.-H. Fontaine, Baleines et phoques, biologie et écologie, Éditions MultiMondes, Québec, 2005, 432 p.  (ISBN 2-89544-076-X)
2. 1 2 3 4 5  J.-P. Sylvestre, Guide des mammifères marins du Canada, Broquet, Ottawa, 1998, 330 p.  (ISBN 2-89000-428-7)
3. 1 2  Minke Whale (Balaenoptera acutorostrata), NOAA Fisheries, Office of Protected Resources, [En ligne] http://www.nmfs.noaa.gov/pr/species/mammals/cetaceans/minkewhale.htm, page consultée le 12 septembre 2011
4. ↑  Petit rorqual (Gibard), Site web du Réseau d’observation de mammifères marins (ROMM), page consultée le 14 août 2011
5. ↑  Nathalie TAPIE, Petit Rorqual - Balaenoptera acutorostrata, L’info des cétacés, page consultée le 14 août 2011
6. ↑  Rémy Gantes, « Jusqu'à la dernière ? - Les baleines que l'homme protège et celles qu'il exploite », Science et Vie, no 733,‎ octobre 1978, p. 72-79
7. ↑  (en) WoRMS : espèce Balaenoptera acutorostrata Lacépède, 1804